# Bulbophyllum manipurense
Bulbophyllum manipurense là một loài thực vật có hoa trong họ Lan. Loài này được Sath.Kumar & P.C.S.Kumar mô tả khoa học đầu tiên năm 2005.